# 833-й истребительный авиационный полк ПВО
833-й истребительный авиационный полк ПВО (833-й иап ПВО) — воинская часть авиации ПВО, принимавшая участие в боевых действиях Великой Отечественной войны.

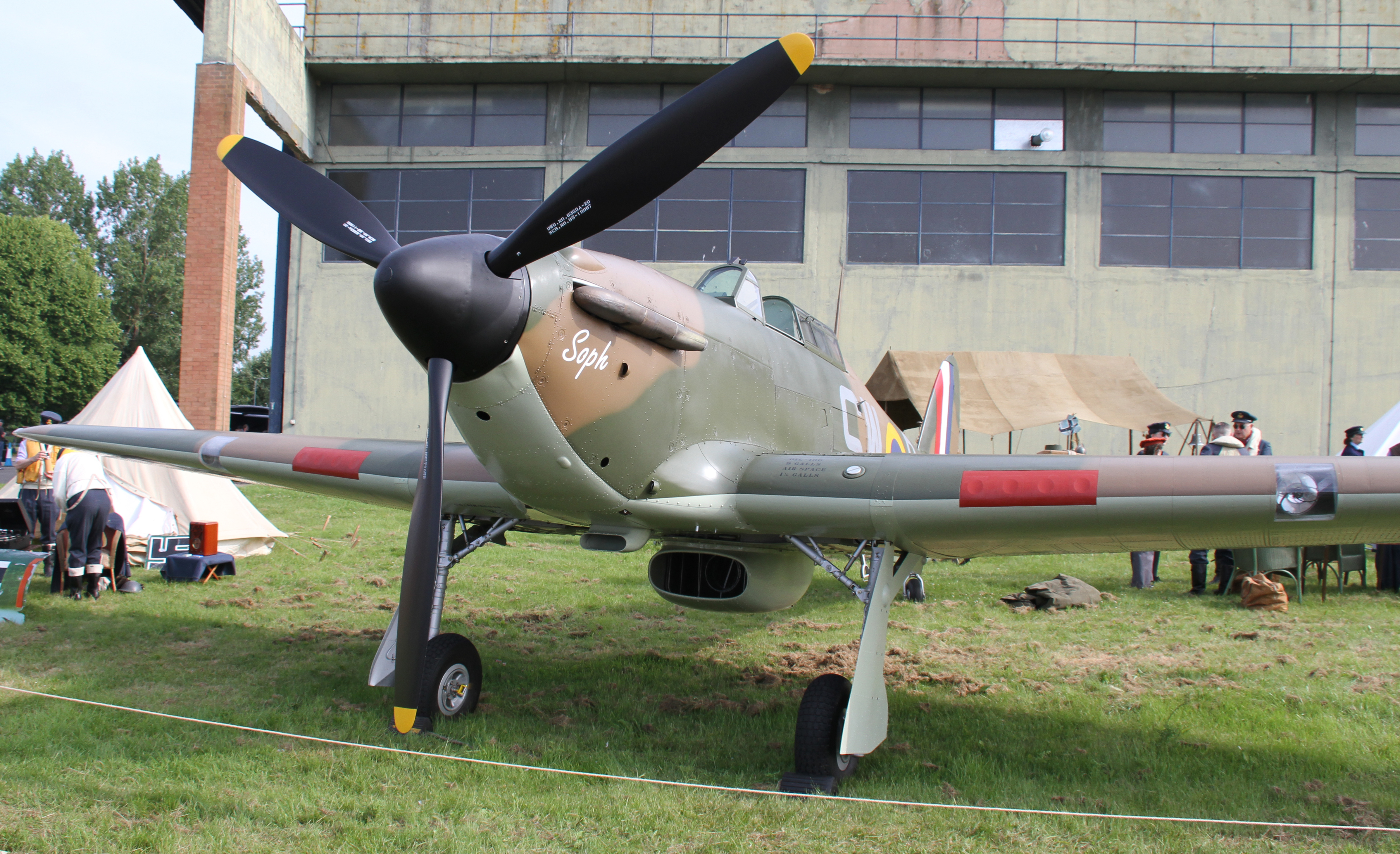
Hawker Hurricane стал первым самолётом полка.

## Наименования полка
За весь период своего существования полк менял своё наименование:
- 833-й истребительный авиационный полк ПВО;
- 833-й истребительный авиационный полк[1][2];
- Войсковая часть (Полевая почта) 42021[1][2];
- Войсковая часть (Полевая почта) 79902 (с октября 1953 года)[2].

## История и боевой путь полка

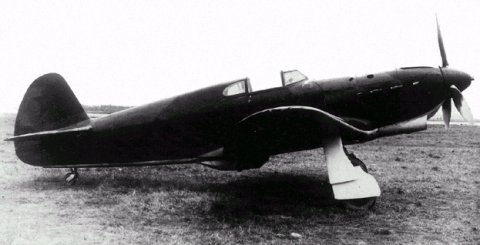
Самолёт Як-1. На таких самолётах полк С 12 апреля 1944 года воевал на Южном фронте ПВО.

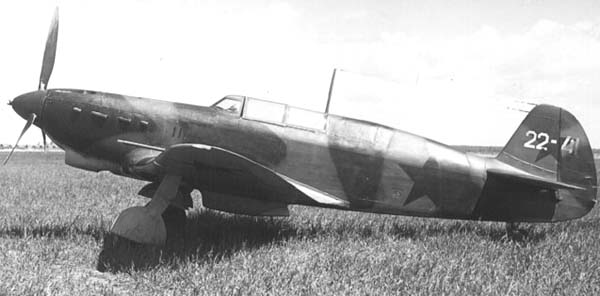
Самолёт Як-7б. Полк был вооружён такими самолётами в 1943 году.

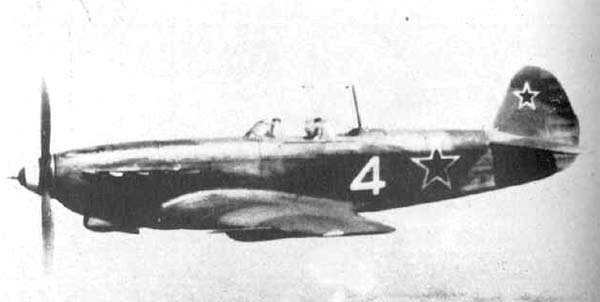
Самолёт Як-9. На этих самолётах полк заканчивал войну.

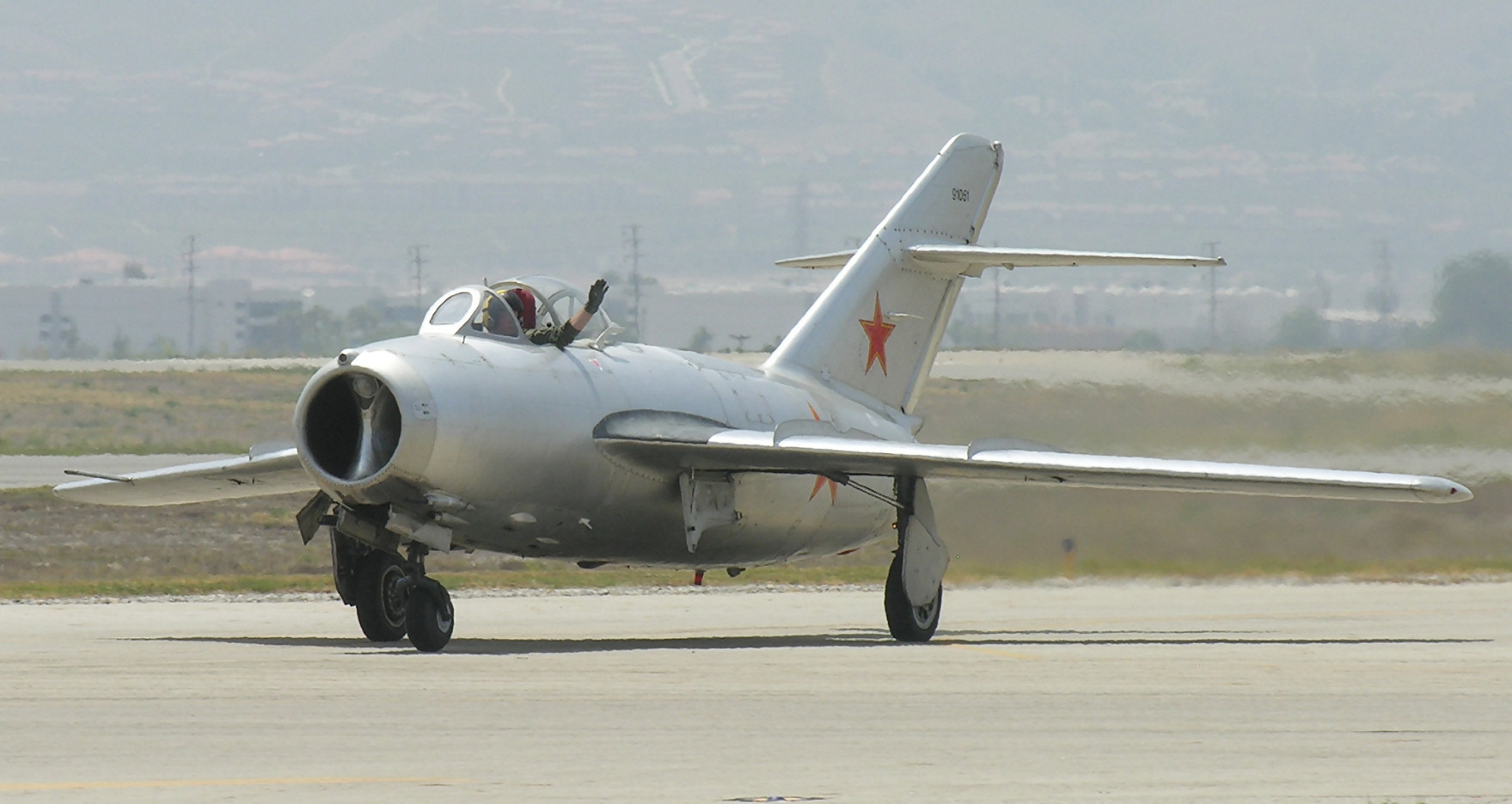
МиГ-15 полк получил в 1951 году.

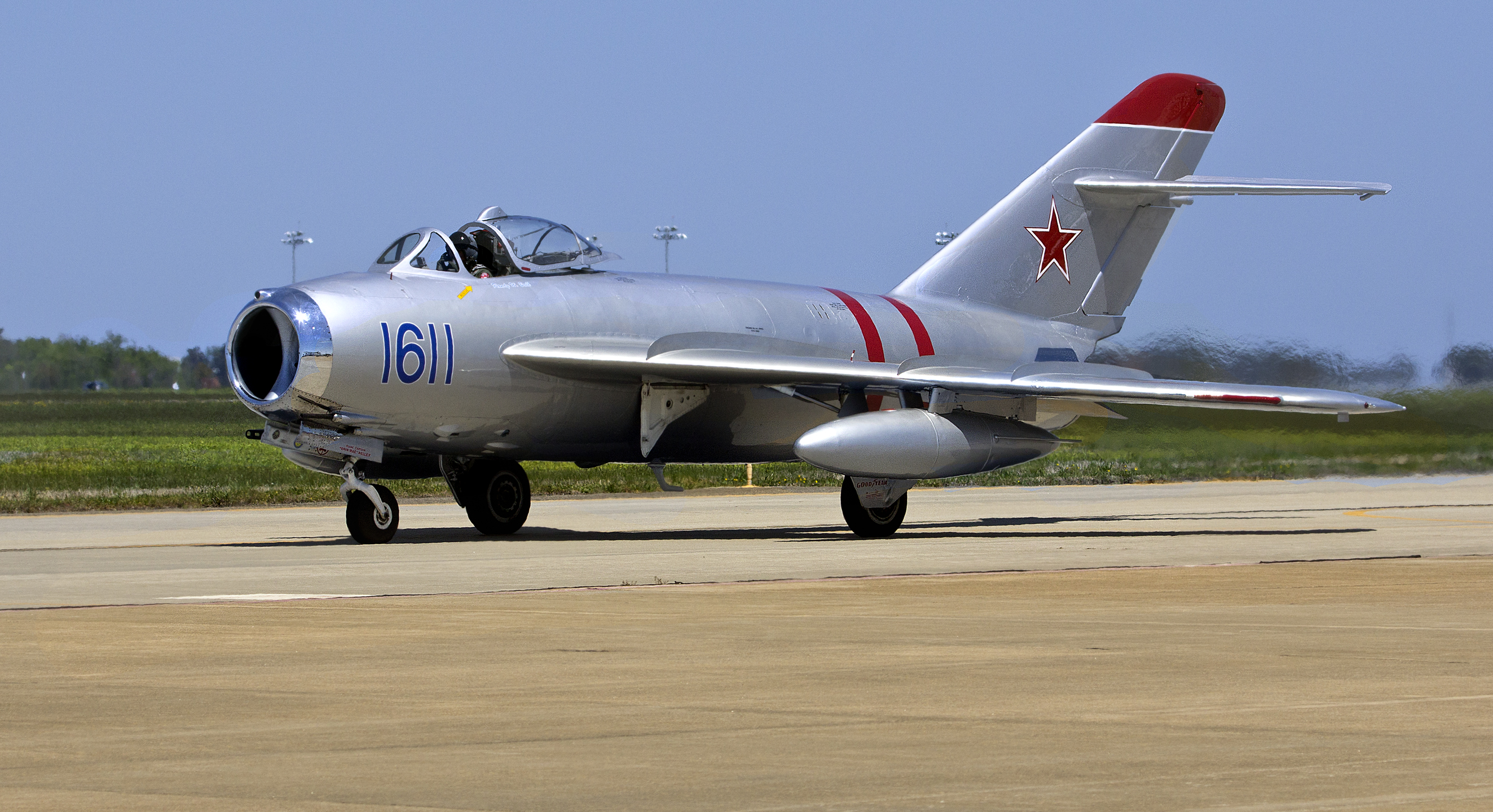
Уже в 1952 году полк получил МиГ-17.

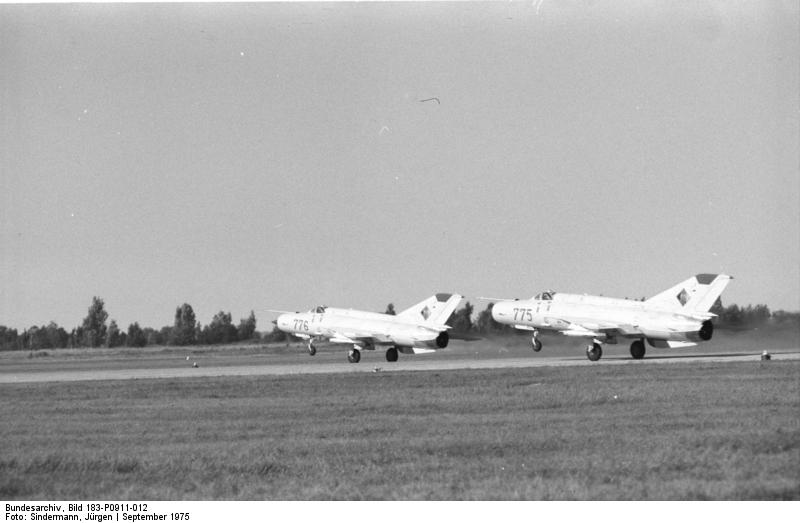
Модификации МиГ-21 находились на вооружении полка с 1961 по 1979 год.

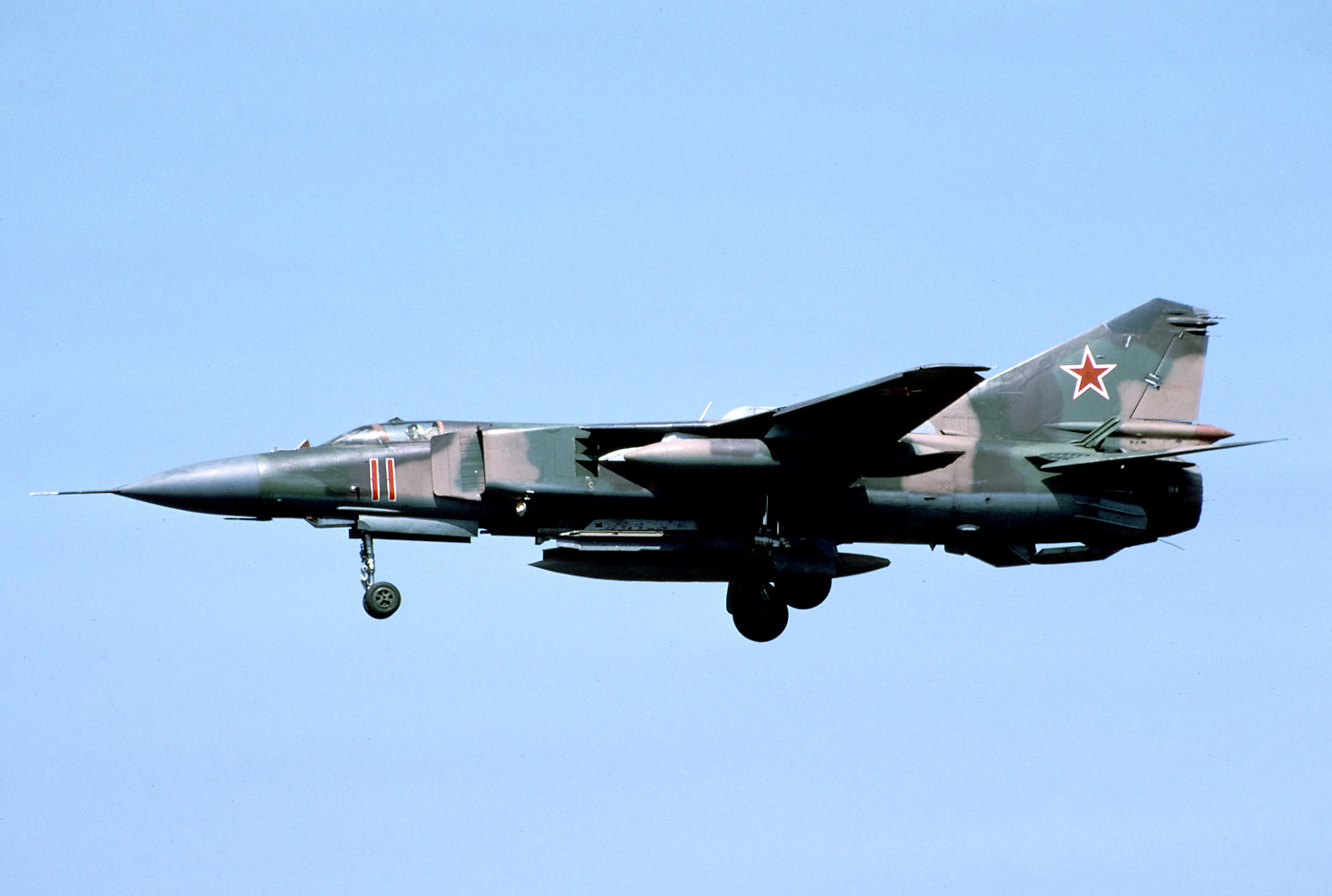
МиГ-23МЛД 833-го иап на посадке на аэродроме Алтес-Лагер.

833 истребительный авиационный полк сформирован в период с 1 по 30 мая 1942 года в составе 126-й истребительной авиационной дивизии ПВО (г. Холмогоры Архангельской область) за счёт личного состава 13-го и 17-го запасных истребительных авиационных полков по штату 015/174 на самолётах Hawker Hurricane («Харрикейн»).
В конце ноября 1942 года полк в составе 126-й истребительной авиационной дивизии ПВО убыл из Холмогор в город Гурьев (с 1991 года — город Атырау) Грозненского дивизионного района ПВО в оперативное подчинение командованию Закавказского фронта. С 1 января 1943 года полк приступил у боевой работе в составе 126-й истребительной авиационной дивизии ПВО Грозненского дивизионного района ПВО на самолётах «Харрикейн».
В июле (04.07) 1943 года из 126-й иад ПВО передан в состав 10-го истребительного авиакорпуса ПВО Ростовского корпусного района ПВО Западного фронта ПВО. С 22 февраля 1944 года боевой работы не вёл. На аэродроме Сталино (с 1961 года — город Донецк) лётный состав переучивался на истребители Як-7б и Як-1.
С 12 апреля 1944 года возобновил боевую работу в составе 10-го иак ПВО на самолётах Як-7б и Як-1. В апреле 1944 года в связи со реорганизацией войск ПВО страны в составе 10-го иак ПВО включён в 11-й корпус ПВО Южного фронта ПВО (образован 29.03.1944 г. на базе Восточного и Западного фронтов ПВО).
С 25 июля 1944 года полк включён вновь в состав 126-й истребительной авиационной дивизии ПВО 11-го корпуса ПВО Южного фронта ПВО. 30 ноября 1944 года полк начал получать 18 истребителей Як-9. 24 декабря 1944 года вместе с 126-й иад ПВО 11-го корпуса ПВО включён в состав войск Юго-Западного фронта ПВО (преобразован из Южного фронта ПВО). 20 февраля 1945 года полк перебазировался с аэродрома Херсонес (Крым) на аэродром Сольнок (Венгрия).
С 23 марта 1945 года полк приступил к боевой работе в составе 126-й истребительной авиационной дивизии ПВО 11-го корпуса ПВО Юго-Западного фронта ПВО на самолётах Як-9 и Як-1. В апреле 1945 года в составе 126-й истребительной авиационной дивизии ПВО передан из 11-го Корпуса ПВО в 85-ю дивизию ПВО Юго-Западного фронта ПВО. С 4 по 9 мая 1945 года сопровождал штурмовики Ил-2 715-го штурмового авиационного полка 136-й штурмовой авиационной дивизии 10-го штурмового авииационного корпуса 17-й воздушной армии 3-го Украинского фронта. 9 мая 1945 года исключён из действующей армии.
Войну полк закончил в Австрии на аэродроме Цвёльфаксинг возле Вены.

### В действующей армии
В составе действующей армии:
- с 1 января 1943 года по 22 февраля 1944 года;
- с 12 апреля 1944 года по 24 июля 1944 года;
- с 23 марта 1945 года по 9 мая 1945 года.

### Командиры полка
- подполковник Глебов Пётр Андреевич, 05.1942 — 20.05.1943[1];
- майор, подполковник Кацай Кузьма Тихонович, 20.05.1943 — 10.1944[1];
- майор Концедалов Митрофан Иванович, 28.11.1944 — 15.11.1949[1].

## Послевоенный период
После войны полк продолжал выполнять задачи ПВО, входя в состав своей 126-й истребительной авиационной дивизии ПВО и базируясь на аэродроме Цвёльфаксинг в Австрии до июля 1945 года.
В июле 1945 года полк перебазировался на аэродром Таргсору-Ноу (Румыния) и вместе со 126-й истребительной авиационной дивизией ПВО вошёл в состав Юго-Западного округа ПВО, а с 1948 года — в составе Плоештского района ПВО. В 1946 году полк начал получать самолёты Spitfire IX, параллельно эксплуатируя Як-9. 7 февраля 1946 года полк перебазировался на аэродром Чорох (город Батуми Аджарская АССР), где базировался до октября 1953 года. Самолёты Spitfire IX прослужили в полку до 1948 года включительно, а Як-9 — до 1951 года. 30 апреля 1949 года полк вместе с дивизией переданы из ПВО в состав 34-й воздушной армии и переименованы: полк — в 833-й истребительный авиационный полк, а дивизия — в 126-ю истребительную авиационную дивизию.
В августе 1951 году полк переучился на МиГ-15, а в июле 1952 года — на МиГ-17. В октябре 1953 года полк вместе с дивизией перебазировался в состав 61-го гвардейского истребительного авиационного Минского корпуса 24-й воздушной армии ГСВГ на аэродром Альтес-Лагер (Ютербог). МиГ-15 полк эксплуатировал до 1955 года, а МиГ-17 — до 1961 года. На замену МиГ-17 в 1961 году пришёл МиГ-21ПФ, в 1966 году авиапарк пополнился МиГ-21 ПФМ.
В 1968 году 24-я воздушная армия переименована в 16-ю воздушную армию. В 1973 году полк получил МиГ-21БИС, а в 1979 году — МиГ-23МЛА. В мае 1980 года полк вместе с дивизией перешёл в подчинение 71-го истребительного Никопольского орденов Суворова и Кутузова авиационного корпуса. С 1984 года в полку эксплуатировался МиГ-23МЛД.
В связи с выводом советских войск из Германии в мае 1992 года полк перебазировался на аэродром Тоцкое (Оренбургская область), где был расформирован.